# دیرولیار
دیرولیار (به لاتین: Dirvellyar) یک منطقه مسکونی در جمهوری آذربایجان است که در شهرستان آق‌دام واقع شده است.